# ميخائيل ياماشيتا
ميخائيل ياماشيتا (بالإنجليزية: Michael Yamashita)‏ هو مصور أمريكي، ولد في 1949 في سان فرانسيسكو في الولايات المتحدة.